# Акс, Эмануэль
Эмануэль Акс (англ. Emanuel Ax; род. 8 июня 1949, Львов) — американский пианист и музыкальный педагог.

## Биография
Родители — уроженцы Львова Йоахим Акс (1905—1969) и Хеллен Акс (1907—2009) — выжившие узники нацистских концлагерей. Отец был логопедом, во время оккупации был интернирован в Львовское гетто.
Начал учиться игре на фортепиано в шестилетнем возрасте у своего отца. В 1957 вместе с семьёй переехал в Польшу, в 1959 в Канаду, где занимался в юношеском музыкальном клубе Виннипега. В 1962 семья перебралась в Нью-Йорк, а Эмануэль поступил в Джульярдскую школу, где учился у Мечислава Мюнца. В 1970 он окончил Колумбийский университет, получил американское гражданство.
В 1974 году Эмануэль Акс выиграл Международный конкурс Артура Рубинштейна в Тель-Авиве, в 1979 году получил Премию Эвери Фишера в США. В 2011 году Акс провёл свой сотый концерт с Нью-Йоркским филармоническим оркестром, после чего был объявлен его почётным членом — редкая награда, существующая в оркестре с 1843 года.

## Репертуар
Исполняет произведения Моцарта, Бетховена, Листа, Шопена, Брамса, Рихарда Штрауса, но прежде всего — современных композиторов (Майкла Типпетта, Ханса Вернера Хенце, Джона Адамса, Брайта Шенга и др.).

## Творческие связи
Регулярно выступал в квартете вместе с Исааком Стерном, Йо-Йо-Ма и Хайме Ларедо.

## Признание
Многократный лауреат премий «Грэмми» за ансамблевое и сольное исполнение.